# Kidinu
Kidinu (tudi Kidunu) [kidínu/kidúnu], kaldejski astronom, * okoli 400 pr. n. št., Babilon, † morda 14. avgust 330 pr. n. št.

## Življenje in delo
Strabon in Plinij starejši sta ga imenovala Kidenas ali Cidenas. Kidinu je bil Evdoksov sodobnik in sodobnik njegovega učenca Kalipa. Bil je predstojnik astronomske šole v babilonskem mestu Sipar (Sippar), (sedaj Abu Habbah, jugozahodno od Bagdada, Irak) v Akadu (Akkadu).
Živel je okoli leta 379 pr. n. št. Za tropsko leto je uporabljal 365d 6h. Za dolžino sinodskega meseca je verjetno že v mladih letih navedel 29,530614...d =
29d 12h 44m 5,0s z napako manjšo od 1s. Napako je zmanjšal pod 0,5s na spoštljivih 23/50s šele Hiparh okoli leta 139 pr. n. št. po Strabonu po vsej verjetnosti prav blizu Kidinujevega mesta v Babilonu. Klasično vrednost 29d 31:50:8:20 (šestdesetiško) = 29d + 12 h + 793/1080h = 29,53059414...d tudi pripisujejo Kidinuju.
Verjetno je Kidinu izdelal tudi zapletene postopke in enačbe za računanje neregularnih gibanj Lune in drugih planetov, še posebej pa Sonca, katerega navidezna kotna hitrost je najmanjša v odsončju, ko je Zemlja najdlje od njega. Ker ni vztrajal kot tradicionalno starogrški astronomi pri tem, da se planeti gibljejo s stalno hitrostjo, je lahko dobil razmeroma dobre približke za njihova gibanja.
Kidinu je iz Naburimanijevega sistema A izdelal še popolnejši sistem B. To so bile skupine efemerid ali tabel, ki so podajale lege Lune, Sonca in planetov za vsak trenutek dneva. Temeljile so na stoletnih opazovanjih in so bile neobdelane. V njih so bile navedene naraščajoče in padajoče vrednosti leg planetov, ki jih včasih imenujejo cikcakaste funkcije.
Tako kaldejski astronomi niso znali samo točno določevati konjunkcije Sonca in Lune ampak so poznali spremembe v gibanju Lune in spremembe navidezne kotne hitrosti Sonca ter celo planetov. Bili so sposobni določiti periode teh nepravilnosti, anomalistične mesece, posledice eliptičnih tirov nebesnih teles. Že v zgodnjem 6. stoletju pr. n. št. so tako določili relativna gibanja Sonca in Lune, Lunino prizemlje in odzemlje in njuna vozla, presečišči Luninega tira z ekliptiko, ki botrujeta saroškemu ciklu. Okoli leta 500 pr. n. št. je Naburimani s svojimi izboljšanimi opazovanji Luninih mrkov popravil te vrednosti. Gibanje Lune relativno na Sonce je bilo za 10" na leto premajhno, gibanje Luninega prizemlja za 20" na leto preveliko in gibanje njenih vozlov premajhno za 5" na leto. Te vrednosti pa je izboljšal še Kidinu, ki je prav gotovo imel odlične učitelje, saj je bil okoli leta 383 pr. n. št. še zelo mlad. Za Kidinujeve vrednosti je pozneje zvedel Hiparh.
Kidinu je verjetno leta 383 pr. n. št. v babilonski koledar vpeljal 19-letni cikel, znan kot Metonov cikel, ki ga je zaradi napak lunisolarnega koledarja, ki se je uporabljal v Grčiji, uvedel Meton. Atene so ga uradno uvedle leta 432 pr. n. št. Za ta cikel je značilno, da v periodo 19. let, ki vsebuje vsaka po 12 luninih (sinodskih) mesecev, vnesemo po vrsti 7 dodatnih mesecev, tako da celoten cikel vsebuje 235 mesecev. Trajanje Metonovega cikla (235 mesecev po 29,5306 dni = 6939,69 dni) je približno enako 19 julijanskim letom (19 let po 365,25 dni = 6939,75 dni). Z uvedbo tega cikla so lahko računanje po mesecih prilagodili računanju po letih (ker cikel vsebuje določeno celo število luninih mesecev). Ta cikel z vrednostjo srednjega sinodskega meseca so kasneje privzeli v hebrejskem koledarju in se uporablja vse do danes.
Kaldejski astronomi so odkrili tudi spremembe navideznega Luninega premera. Ugotovili so, da se spreminnja njen premer od 29' 30" do 34' 16". Dejanske vrednosti so 29' 30" in 32' 55", kar je zelo blizu. Ni pa še znano ali so poznali tudi spremembe navideznega polmera Sonca, kar je pozneje spoznal Sosigen iz Aleksandrije.
Leta 314 pr. n. št., (če je bil še živ), naj bi vedel, da je dolžina siderskega leta daljša od tropskega leta in tako se je morda zavedal pojava precesije enakonočij. S tem naj bi zgladil pot za točnejše Hiparhove račune, saj je kakor zgleda Hiparh, ki je verjetno nekaj časa delal v Babilonu, poznal Kidinujevo delo. Kidinu je vplival tudi na Ptolemeja.
Poškodovana klinopisna tablica v obliki dnevnika iz Babilona (Babilonska kronika 8: Aleksandrova kronika; BM 36304) omenja, da »so ki-di-nu-ja ubili z mečem« na petnajsti dan, verjetno petega meseca tistega leta, kar da datum 14. avgust 330 pr. n. št., le eno leto preden je Aleksander Veliki zavzel Babilon. Ni pa znano ali tablica govori o astronomu Kidinuju.

## Priznanja

### Poimenovanja
Po njem se imenuje krater Kidinu (Kidinnu) na Luni.